# Apeadero Manantiales
Apeadero Manantiales es una estación ferroviaria ubicada en el Departamento Mburucuyá de la Provincia de Corrientes, República Argentina. 

## Servicios
Se encuentra precedida por el Apeadero Km 148 y le sigue el Apeadero Gauna.